# 永遠 〜Eternity〜
「永遠 〜Eternity〜」（えいえん エタニティ）は、日本のミュージシャン氷室京介の19枚目のシングルである。2000年1月15日発売。発売元はポリドール。

## 概要
- 前作から3か月ぶりとなるシングル。
- 初回プレスにはステッカー付き。

## 収録曲
1. 永遠 〜Eternity〜 (4:18)
  - 作詞：森雪之丞 / 作曲・編曲：氷室京介

本作品収録のものはシングルバージョンであり、アルバム『MELLOW』収録バージョンとは異なり、サビ部分にコーラスパートが入っていない。2000年1月21日発売のサウンドトラック『ISOLA 多重人格少女 オリジナル・サウンドトラック』にはORIGINAL MOTION PICTURE VERSIONが収録されている。

## タイアップ
- 映画『ISOLA 多重人格少女』テーマソング

## 収録アルバム
- MELLOW （アルバムバージョン）
- Ballad〜La Pluie （アルバムバージョン）
- 20th Anniversary ALL SINGLES COMPLETE BEST JUST MOVIN' ON 〜ALL THE-S-HIT〜

## ライブ映像作品
永遠 〜Eternity〜
- KYOSUKE HIMURO TOUR 2007"IN THE MOOD"
- COUNTDOWN LIVE CROSSOVER 12-13